# La Voulte Sportif
La Voulte Sportif è una polisportiva francese di La Voulte-sur-Rhône, nel dipartimento dell'Ardèche (Rodano-Alpi), principalmente nota per la sua sezione di rugby a 15.
Questa, istituita nel 1933, vinse il campionato francese nel 1969-70 e dal 2010 la sua prima squadra si è unita con quella del Valence sportif per formare il Rhône Ovalie Club, club di Fédérale 2 (quarta divisione nazionale).

## Storia
Il club nacque il 19 maggio 1907, anche se all'epoca non aveva ancora una sezione di rugby; la disciplina giunse nella cittadina per iniziativa di alcuni suoi studenti universitari fuori sede a Lione e a Grenoble, grazie ai quali, nel 1910, prese vita il Racing Club Voultain.
Di tale club si persero le tracce dopo la Grande Guerra e, una volta terminato il conflitto, uno degli ex studenti che aveva partecipato alla fondazione del primo club, tenne a battesimo, in collaborazione con altri giovani della città, l'Amicale Laïque Voultaine.
Nel 1927 nacque una nuova formazione, il Club Sportif Voultain che, nel 1933, fu integrato nel La Voulte Sportif.
La squadra seguì, nel corso degli anni, le fortune dell'industria chimica che in quegli anni fioriva nella regione: dapprima il Comptoir des Textiles Artificiels, fabbrica che produceva cellophane, il cui direttore divenne anche, nel 1945, presidente del club, e poi la Rhône-Poulenc; le due fabbriche potevano offrire occasioni d'impiego ai rugbisti, in un periodo in cui la disciplina era completamente dilettantistica; fu grazie alle possibilità di lavoro nella zona che giunsero a metà degli anni cinquanta giocatori d'eccezione come i fratelli Camberabero, Guy e Lilian, operai della Rhône-Poulenc: circa l'80 per cento dei giocatori passati per la squadra erano impiegati od operai del polo chimico.
Il quindicennio a cavallo tra la fine degli anni cinquanta e i primi anni settanta fu il migliore della squadra della piccola cittadina dell'Ardèche: nel 1956 giunse la promozione in prima divisione, e nel 1959 la prima semifinale di campionato, mentre, nel decennio successivo, la squadra si qualificò sempre per i play-off di torneo; il culmine fu nel campionato 1969-70 quando furono battuti in fila Bayonne nei sedicesimi di finale del torneo, Graulhet negli ottavi, Brive nei quarti e Agen in semifinale prima di disputare la finale a Tolosa contro il Montferrand, battuto 3-0 per quello che fu, ed è tuttora, il primo e l'unico titolo francese del club.
La finale fu anche una singolarità statistica per l'epoca, perché vide di fronte per la prima volta dal 1954 due compagini non provenienti dal Sud-Ovest della Francia (Clermont-Ferrand è in Alvernia, nel centro del Paese).
A metà degli anni settanta la Rhône-Poulenc avviò la chiusura dei suoi stabilimenti nella zona, e ciò segnò l'inizio del declino della squadra, che resistette ancora qualche anno grazie ad altri elementi come Jacques Fouroux, che in seguito divenne anche C.T. della Nazionale francese; nel 1978 retrocedette in seconda divisione, poi, tornato di nuovo nell'élite, tornò definitivamente nelle divisioni inferiori nel 1987 senza fare più ritorno al top; con l'avvento del professionismo, inoltre, il fatto di appartenere a una città di provincia con una popolazione sotto i 10 000 abitanti costituì di fatto la fine delle aspirazioni di alta classifica: ancora nel 2003 il comune di La Voulte-sur-Rhône contribuiva alle spese del club con una sovvenzione di 58 000 euro su un budget complessivo di poco più di 180 000.
Nel 2010 fu deciso di unire le prime squadre di La Voulte e di Valence per dare vita al Rhône Ovalie Club, che fu iscritto al Fédérale 2, quarta serie nazionale; ad allenare il club è stato chiamato Didier Camberabero, internazionale francese degli anni ottanta e figlio di Guy.

## Palmarès
- Campionati francesi: 1
1969-70

## Giocatori di rilievo
- Didier Camberabero
- Guy Camberabero
- Lilian Camberabero
- Jacques Fouroux